# 尹龍
尹龍（1448年—？），字舜臣，山東濟南府歷城縣人，民籍。明朝政治人物。進士出身。

## 生平
山東鄉試第二名。成化五年（1469年）乙丑科會試第九十四名，殿試登進士第二甲第十八名，改庶吉士。成化七年，改翰林院編修。

## 家族
曾祖尹得名，贈吏部右侍郎。祖父尹宏，曾任知府 贈吏部右侍郎。父亲尹旻，曾任吏部左侍郎。